# Teupasenti
Teupasenti é uma cidade hondurenha do departamento de El Paraíso.